# Aleuron ypanemae
Aleuron ypanemae là một loài bướm đêm thuộc họ Sphingidae. Nó được miêu tả bởi Boisduval năm 1875. Nó được tìm thấy ở Brasil.
Mỗi năm loài này có thể có nhiều thế hệ.
Ấu trùng ăn Doliocarpus dentatus và Curatella americana, và probably also other Dilleniaceae.